# نارفي (قمر)
نارفي (بالإنجليزية:Narvi) (التعيين مؤقت S/2003 S 1) يسمى أيضا زحل الحادي والثلاثين ، هو قمر لكوكب زحل. اكتشف فريق من علماء الفلك بقيادة سكوت شيبارد في عام 2003.
يبلغ قطره حوالي 6.6 كلم، ويدور حول زحل على مسافة متوسط 19.371.000 كم في 1006.541 يوم، على ميل من 137 ° لمسير الشمس (109 ° لزحل خط الاستواء)، في اتجاه رجعي والشذوذ المداري 0.320.سمي على اسم نارفي وهو عملاق في الميثولوجيا الإسكندنافية في كانون الثاني 2005.